# Carabus rossii
Carabus (Archicarabus) rossii – gatunek chrząszcza z rodziny biegaczowatych i podrodziny Carabinae.
Gatunek ten został opisany w 1826 roku przez Pierre’a F.M.A. Dejeana. Jego epitet gatunkowy nadano na cześć Pietro Rossiego.
Ciało długości od 20 do 33 mm, ubarwione brązowo, brązowo-czarno lub brązowo-kasztanowo z obrzeżeniem pokryw i nasadą przedplecza metalicznie zielonymi, niebieskawymi, złotymi, fioletowymi lub miedzianymi. Pokrywy z wyraźną, nieregularną, czasem grubo łańcuszkowatą rzeźbą i głęboko punktowanymi rzędami.
Chrząszcz europejski, endemiczny dla Włoch, gdzie rozsiedlony jest od Piemontu do Kalabrii.